# Sub specie aeternitatis
Sub specie aeternitatis è una locuzione latina che significa letteralmente sotto l'aspetto dell'eternità. Espressione usata inizialmente dalla filosofia scolastica e dalla teologia cattolica con la quale si indica comunemente il modo di considerare le cose del mondo e la storia nell'ottica dell'eternità, riferendole cioè all'universale e mettendo da parte gli aspetti spaziali e temporali. Per cui a Dio possono riferirsi anche categorie come la potenza, la relazione, l'accidente, ma considerandole non sub specie temporis bensì sub specie aeternitatis, vale a dire considerando una particolare molteplicità, un particolare divenire che riguarda Lui e soltanto Lui.
L'espressione si ritrova anche in Spinoza nella sua argomentazione relativa all'identità di Dio è Natura (Deus sive Natura):
L'uomo quindi non può conoscere tutte le cause e le conseguenze delle cose, ed è per questo che egli vede le cose nascere e perire: vede le cose sub specie temporis. Dio, al contrario, conosce tutte le cause e tutte le conseguenze di tutte le cose, in quanto presenti nel suo intelletto, e dunque vede le cose sub specie aeternitatis: per lui le cose non nascono né periscono, ma sono eterne.